# Ерхарт (Јужна Каролина)
Ерхарт (енгл. Ehrhardt) град је у америчкој савезној држави Јужна Каролина.

## Демографија
По попису из 2010. године број становника је 545, што је 69 (-11,2%) становника мање него 2000. године.
| Група             | 2000.       | 2010.       |
| Белци             | 242 (39,4%) | 255 (46,8%) |
| Афроамериканци    | 349 (56,8%) | 269 (49,4%) |
| Азијати           | 0 (0,0%)    | 4 (0,7%)    |
| Хиспаноамериканци | 17 (2,8%)   | 11 (2,0%)   |
| Укупно            | 614         | 545         |